# Athelges pelagosae
Athelges pelagosae is een pissebed uit de familie Bopyridae. De wetenschappelijke naam van de soort is voor het eerst geldig gepubliceerd in 1912 door Babic.